# Manuel Chorens
Manuel Chorens García (22 de janeiro de 1916) foi um futebolista cubano. 

## Carreira
Manuel Chorens fez parte do elenco da histórica Seleção Cubana de Futebol que disputou a Copa do Mundo de 1938.

## Ligações Externas
- Perfil em Fifa.com (em inglês)